# Oratostylum zebra
Oratostylum zebra är en tvåvingeart som beskrevs av Dikow och Jason Gilbert Hayden Londt 2000. Oratostylum zebra ingår i släktet Oratostylum och familjen rovflugor. Inga underarter finns listade i Catalogue of Life.